# NGC 4170
NGC 4170 é uma estrela na direção da constelação de Coma Berenices. O objeto foi descoberto pelo astrônomo Heinrich d'Arrest em 1864, usando um telescópio refrator com abertura de 11 polegadas. 